# Chiesa evangelica metodista (Firenze)
La chiesa evangelica metodista è un luogo di culto metodista che si trova in via de' Benci a Firenze, già chiesa cattolica col nome di San Jacopo tra i Fossi.

## Storia
La denominazione della chiesa, già esistente nell'XI secolo, si riferisce al fossato che correva lungo le mura della seconda cinta: non a caso via de' Benci si chiamava anticamente "via della Fossa". Secondo la tradizione, la chiesa fu eretta con materiali recuperati dal vicino anfiteatro romano. Fu elencata tra le dodici leggendarie priorie dell'antica città. Per donazione di papa Alessandro III, con bolla del 27 maggio 1170, vi si insediarono i vallombrosani di san Salvi e vi costruirono il convento. Al tempo la chiesa guardava ad oriente e quindi la facciata prospettava su una piazza posta laddove oggi è tracciata via delle Brache, in cui si notano ancora tracce di questa primitiva struttura. Furono gli stessi monaci vallombrosani che capovolsero l'ingresso della chiesa portandolo sull'antica via del Fosso, presumibilmente attorno alla fine del Trecento, quando le mura del XII secolo erano state smantellate, il fossato ricoperto e la nuova strada si era oramai configurata come direttrice di notevole importanza nell'assetto viario del tempo.
Nel 1532, con decreto del 6 aprile, papa Clemente VII assegnò la chiesa e il convento ai frati Agostiniani della congregazione di Lombardia, che avevano avuto smantellato il loro monastero fuori porta San Gallo nell'assedio del 1529-1530. Nel decreto si includeva nella donazione una casa contigua alla chiesa di proprietà dei Medici. A fianco a questa un'altra casa fu acquistata direttamente dai frati per ampliare il convento.

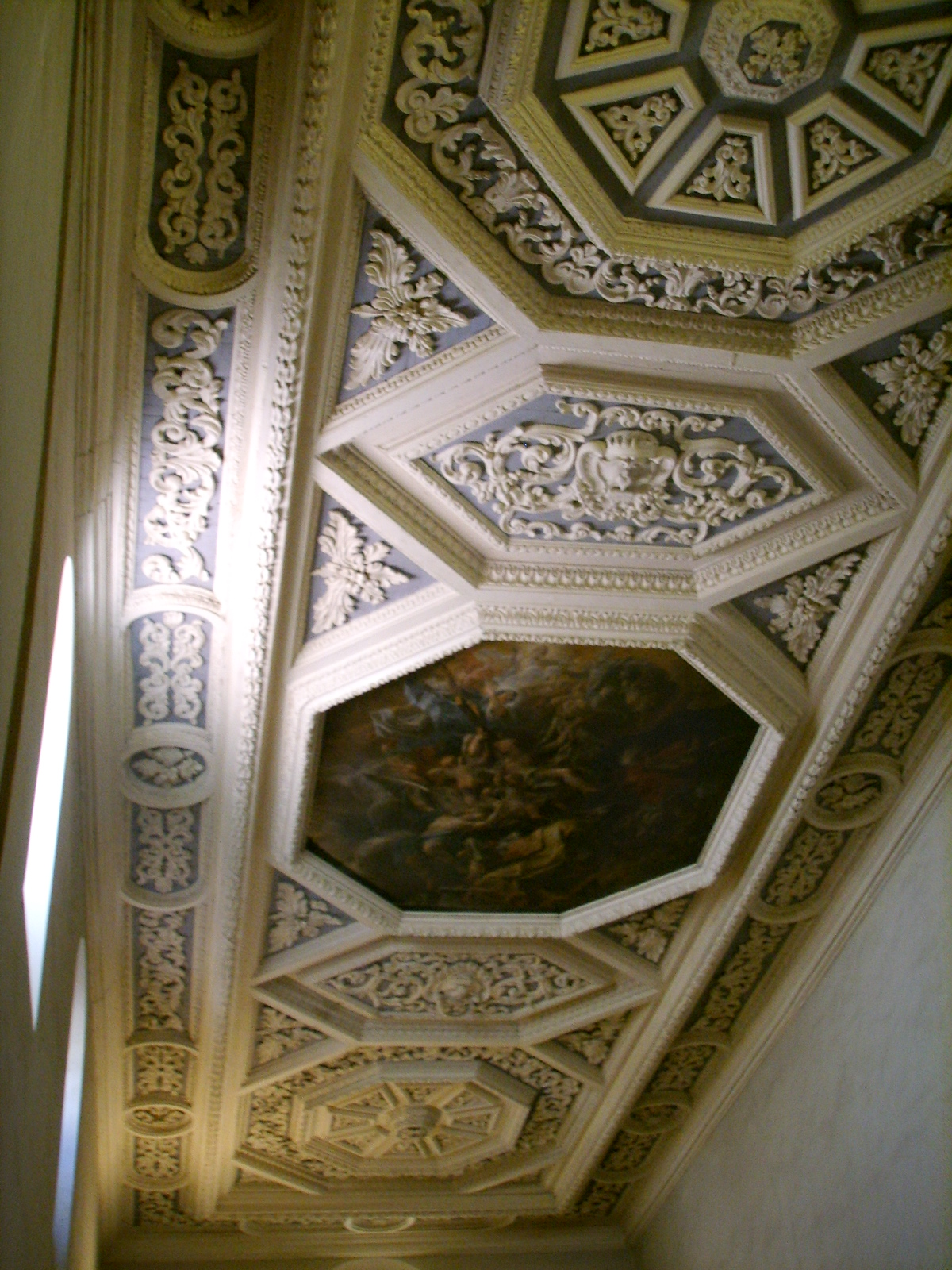
Il soffitto intagliato e dipinto

Nel Seicento la chiesa assunse l'attuale impianto a navata unica con altari laterali, ornata dal prezioso soffitto ligneo. Gli agostiniani (e per alcuni periodi i domenicani e gli umiliati) tennero il complesso fino al 1810: nel 1821 la chiesa fu dichiarata prioria sotto la direzione dei padri secolari, quindi, nel 1849, soppressa come parrocchia.
Il convento fu soppresso nel 1808, disperdendo tutte le opere d'arte presenti, fatto salvo il solo soffitto intagliato e dipinto, e divenne caserma.
Nel 1874 l'intero complesso fu acquistato dal reverendo John Mac Douglall della Chiesa scozzese e donato alla Chiesa libera italiana; In questa fase della sua storia ebbero sede in questi ambienti l'Istituto evangelico del Ferretti e, nel 1909, un collegio per fanciulli profughi dal terremoto di Messina.
Con il passaggio dell'immobile alla Chiesa metodista Wesleyana (1905) il complesso edilizio ospitò l'orfanotrofio E. Pestalozzi (come ricorda una targa interna ancora presente), fino a quando l'istituzione si fuse nel 1943 con l'Istituto Gould trasferendo la sua sede in via de' Serragli. Successivamente l'immobile è stato utilizzato a fini residenziali, mentre la chiesa è stata adattata a locale di culto della comunità metodista di Firenze, confluita poi dal 1946 nella Chiesa evangelica metodista italiana.
Danneggiato notevolmente a seguito dell'alluvione del 1966 il complesso è stato restaurato negli anni settanta.

## Descrizione

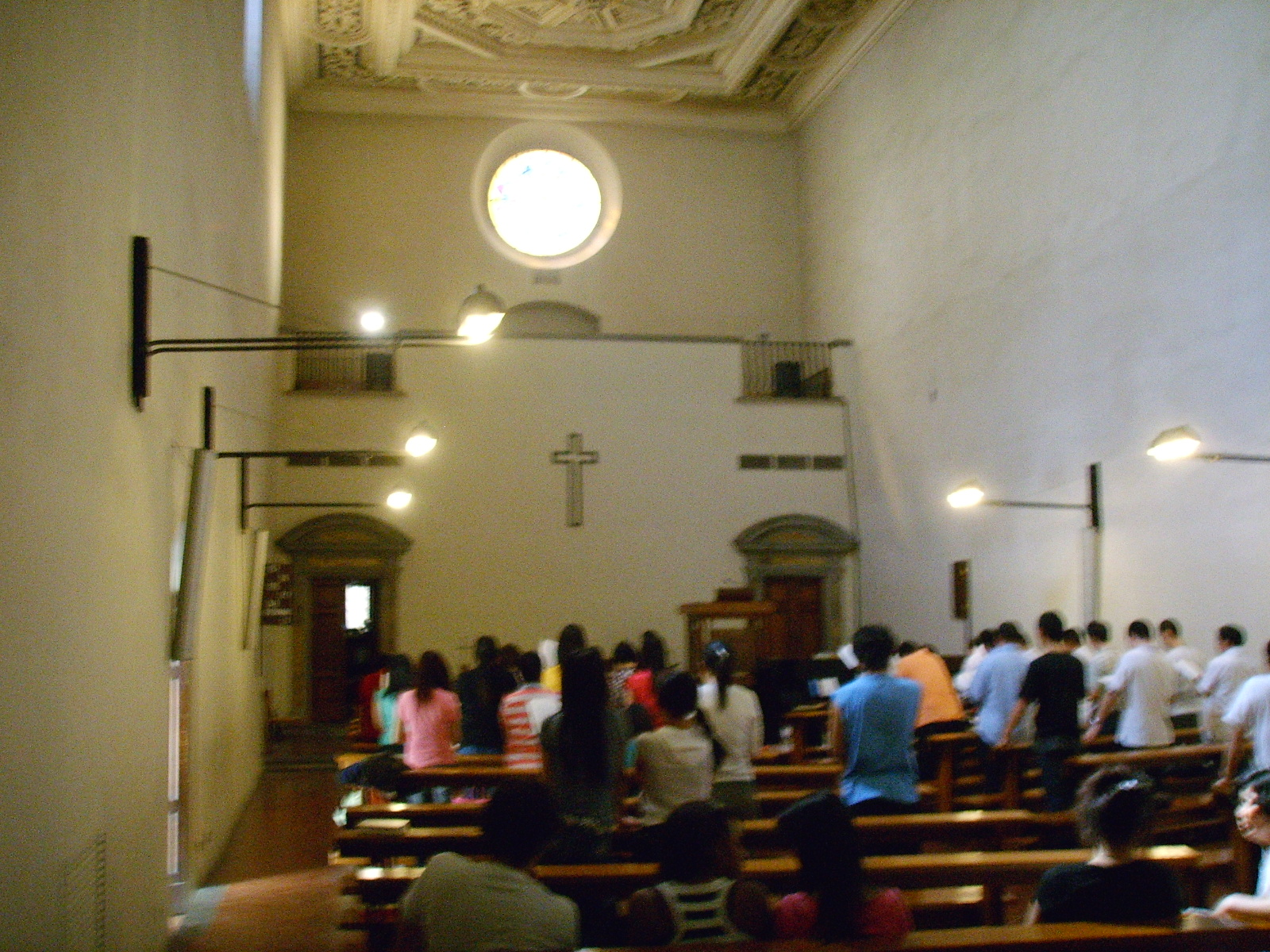
L'interno della chiesa

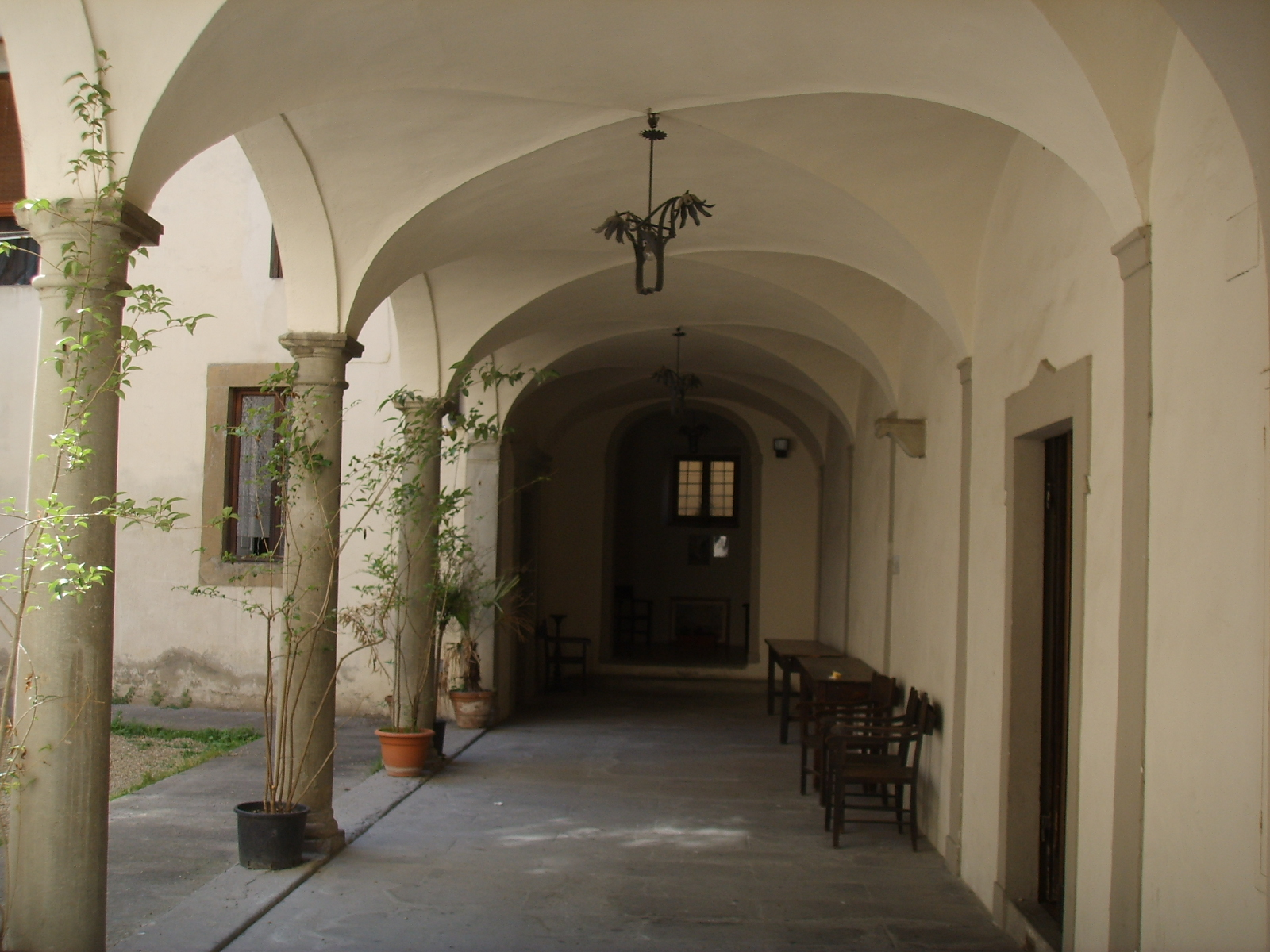
Il chiostro

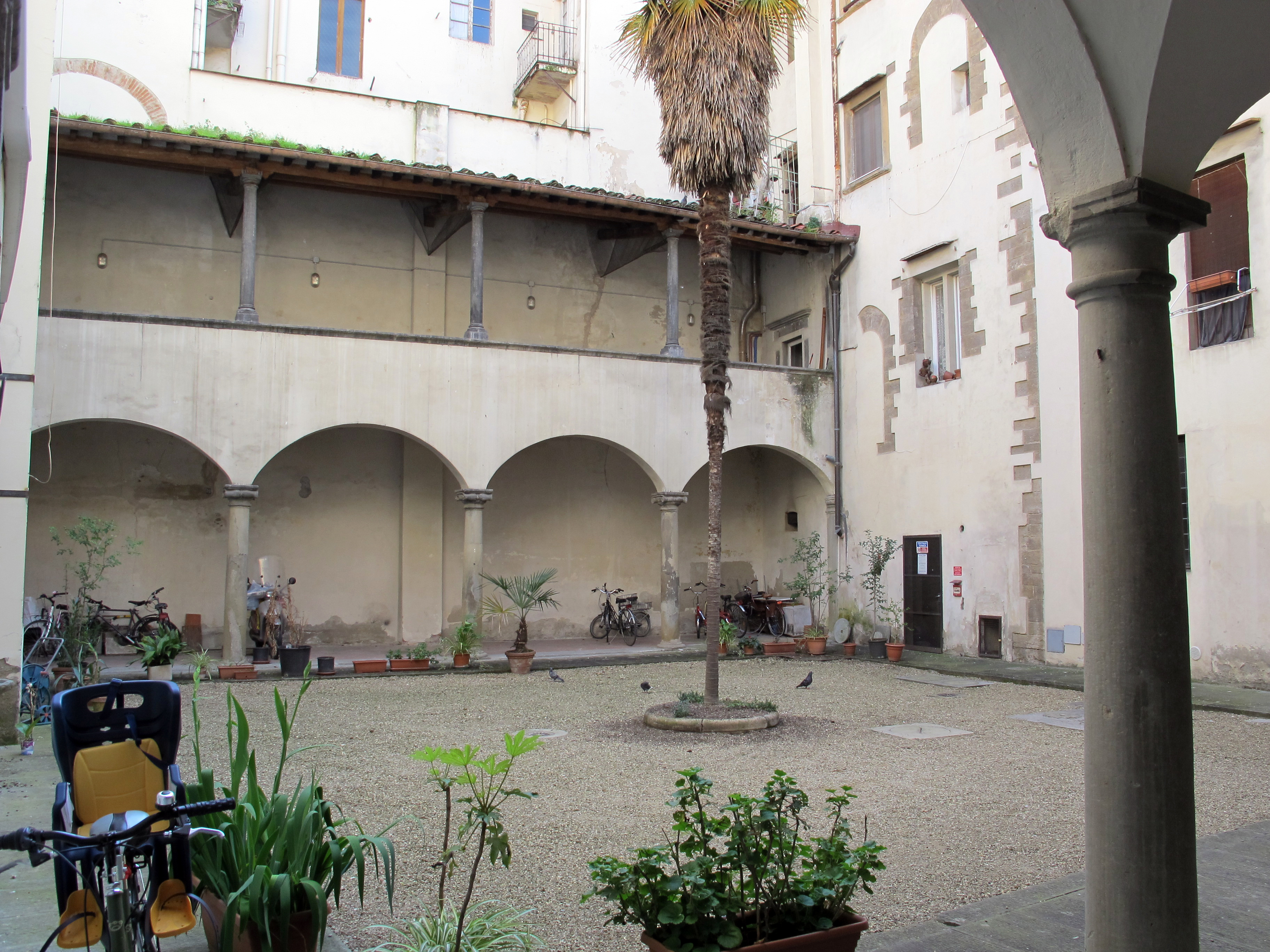
Il chiostro

### La chiesa
La facciata semplice, con spioventi a capanna, nasconde un altrettanto semplice interno, a navata unica priva di cappelle laterali. Si discosta da tanta austerità solo il ricco soffitto, con intagli bicromi e una grande tela di Alessandro Gherardini con il Trionfo della Fede con sant'Agostino in estasi (1690 circa).
Tracce di affreschi restano nell'intradosso di un grande arco ogivale, in corrispondenza della parete destra.

### Opere già in chiesa
L'altare maggiore conservava una Pietà di Fra' Bartolomeo e Giuliano Bugiardini, oggi alla Galleria Palatina, mentre nell'interno erano anche una Resurrezione di Lazzaro ad affresco di Agnolo Gaddi, una Crocifissione con i Santi Francesco e Maria Maddalena di Antonio del Ceraiolo, oggi al Museo del Cenacolo di Andrea del Sarto, alcune opere portate dal distrutto monastero di San Gallo, come il Noli me tangere, l'Annunciazione e la Disputa sulla Trinità di Andrea del Sarto ed Infine il San Nicola da Tolentino di Santi di Tito, del 1588 al quarto altare a sinistra, oggi al Museo civico di Sansepolcro.

### L'ex-convento
L'edificio ai numeri 7-9 di via de' Benci nacque come parte del complesso di San Jacopo ai Fossi, come una serie di ambienti un tempo adibiti a convento. Si presenta su via de' Benci nelle forme assunte nei primi decenni del Novecento, a seguito di un intervento (1939) che ne ha ridisegnato il fronte in stile neomedioevale, caratterizzato da buche pontaie con mensole in forte aggetto, svilito dalla recente tinteggiatura che non ha tenuto di conto dell'originaria volontà di armonizzare la casa agli edifici in pietra forte antistanti.
Al di là di tale affaccio, il complesso si sviluppa essenzialmente lungo via delle Brache, giungendo fino a via de' Neri, organizzandosi attorno ad un ampio chiostro interno, con un lato porticato, con colonne ed altri elementi in pietra serena databili ai primi del Seicento (su un architrave è la data 1609).
Nell'atrio che collega il chiostro alla strada sono presenti due lapidi: una ricorda Girolamo Savonarola e risale al IV centenario della sua morte (quindi al 1898), un'altra testimonia il passaggio della chiesa al culto evangelico per iniziativa di Giovanni R. MacDougall e l'istituzione delle scuole popolari, con data 1º gennaio 1874.
| QUESTA CORONA DESTINATA ALLA CELLA DI GIROLAMO SAVONAROLA IN S. MARCO PER IL IV° CENTENARIO DI SUO MARTIRIO CONSORTERIE TUTTORA IMPERANTI LO IMPEDIRONO ORA QUI ASPETTA LA VOLONTÀ DI DIO CHE MUTA I TEMPI E LE STAGIONI |

| A GIOVANNI R. MAC-DOUGALL CHE AMICO D'ITALIA E DELLA EVANGELIZZAZIONE QUESTA CASA GIA DEDICATA AL CULTO CATTOLICO ROMANO SOTTOPOSTA AL GOVERNO SUCCESSIVAMENTE DI PRETI COMMENDATORI E FRATI A PREZZO RISCATTANDO IL I. GENNAIO MDCCCLXXIV IN CHIESA EVANGELICA E SCUOLE POPOLARI CONVERTIVA I FRATELLI DI FIRENZE RICONOSCENTI QUESTA MEMORIA POSERO |

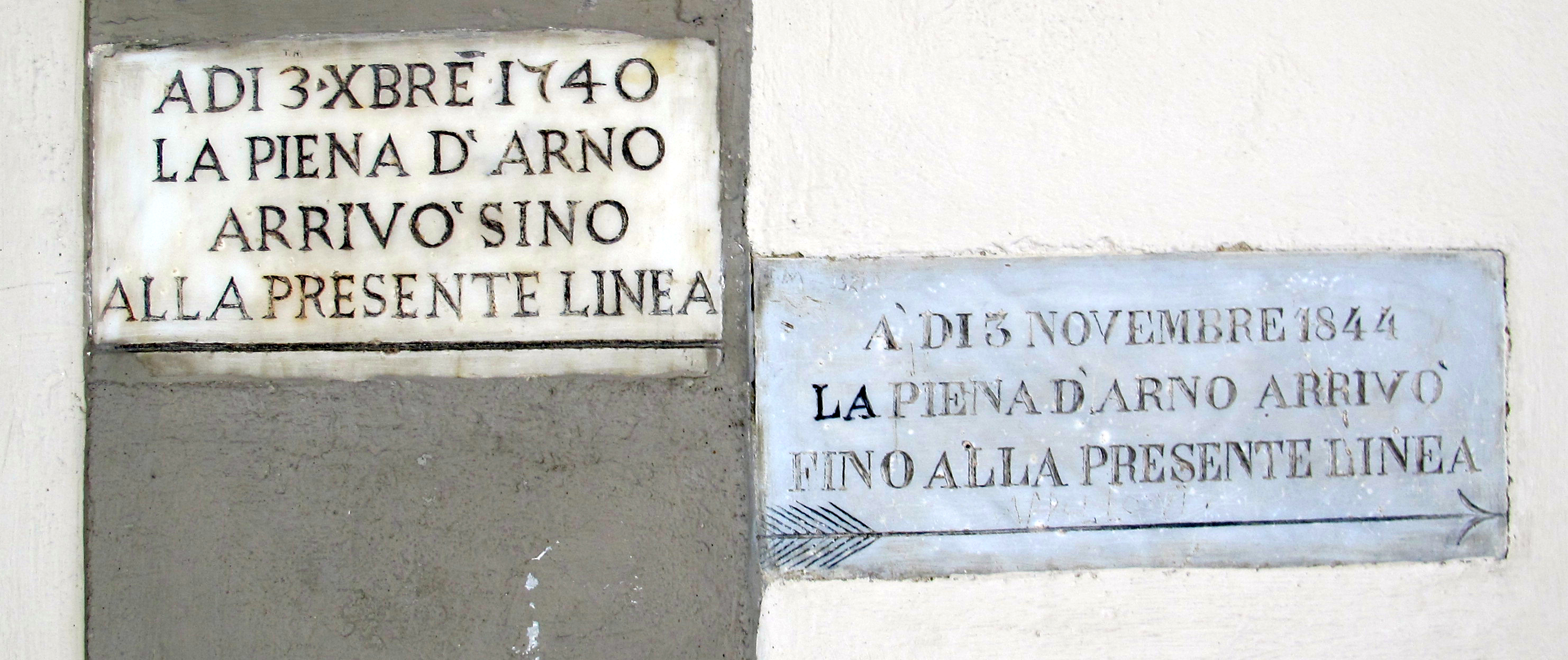
Targhe delle alluvioni del 1740 e del 1844

Notevole la scala che accede al piano superiore con accesso al termine del loggiato. Nel cortile esistono poi due traguardi in marmo a segnare i livelli raggiunti dalle acque del fiume in occasione delle alluvioni del 3 dicembre 1740 e del 3 novembre 1844.